# Кевін Куске
Кевін Куске (нім. Kevin Kuske, 4 січня 1979) — німецький бобслеїст, чотириразовий олімпійський чемпіон.
До переходу в бобслей Куске займався легкою атлетикою і виграв бронзову медаль на юніорському чемпіонаті світу 1988 у складі збірної Німеччини в естафеті 4 x 100 м.
Кар'єра бобслеїста Куске пов'язана з пілотом Андре Ланге, разом із яким він виборов численні перемоги й медалі на змаганнях різного рівня. На Олімпіаді в Солт-Лейк-Сіті Ланге, Куске, Карстен Ембах та Енріко Кюн стали чемпіонами в складі четвірки. В Турині Ланге і Куске виграли змагання двійок, а також змагання четвірок із Рене Гоппе та Мартіном Путце. На Олімпіаді у Ванкувері Лагне та Куске знову перемогли у змаганні двійок, а в складі четвірки разом із Мартіном Путце та Александром Редігером здобули срібні медалі.
1. 1 2 3  Olympedia — 2006.
2. 1 2  BSD Portal